# Ivanbegovina
Ivanbegovina – wieś w Chorwacji, w żupanii splicko-dalmatyńskiej, w gminie Podbablje. W 2011 roku liczyła 268 mieszkańców.